# Zeche Mitgottgewagt
Die Zeche Mitgottgewagt im Bochumer Stadtteil Stiepel ist ein ehemaliges Steinkohlenbergwerk. Das Bergwerk war auch unter den Namen Zeche Mittgottgewagt und Zeche Mitgottgewagt Gerichts Stiepel bekannt.

## Bergwerksgeschichte
In den Jahren 1768 und 1769 war das Bergwerk bereits in Betrieb. Die Mutung wurde am 1. Mai des Jahres 1770 eingelegt. Im Jahr darauf wurde begonnen, ausgehend aus dem Rumbergs Siepen einen Stollen in Richtung Süden aufzufahren. Im Jahr 1775 waren bereits drei Stollen vorhanden, das Bergwerk war zu diesem Zeitpunkt in Betrieb. In den Jahren 1777 und 1778 waren die Flöze Mit Gottgewagt Nr. 1 bis Nr. 3 in Verhieb. Im Jahr 1782 war das Bergwerk in Betrieb. Im Jahr 1800 wurde das Bergwerk in Fristen gelegt. Im Jahr 1814 wurde ein weiterer Stollen angelegt, das Stollenmundloch lag bei + 95 m NN. Im Jahr 1841 war das Bergwerk in Betrieb, im Laufe des Jahres wurde das Bergwerk vermessen. Am 9. Februar des Jahres 1850 wurde ein Längenfeld verliehen. In den Jahren 1850 bis 1865 war das Bergwerk in Betrieb. Im Jahr 1867 wurden 2430 Scheffel Steinkohle gefördert. Im Jahr 1869 war das Bergwerk außer Betrieb. Im Jahr 1875 wurde das Bergwerk in den Unterlagen des Bergamtes noch einmal genannt, zu diesem Zeitpunkt war die Zeche Mitgottgewagt jedoch bereits stillgelegt.